# I'll Never Fall In Love Again (chanson de Lonnie Donegan)
Singles de Tom Jones
Funny Familiar Forgotten Feelings
(1967) I'm Coming Home
(1967)
I'll Never Fall In Love Again est une chanson du chanteur britannique Lonnie Donegan, sortie pour la première fois en 1962. 

## Reprise de Tom Jones
La version la plus populaire de la chanson est enregistrée par le chanteur gallois Tom Jones en 1967. Selon les biographes de ce dernier Lucy Ellis et Bryony Sutherland, « du point de vue de la qualité musicale, l'interprétation par Tom de cette ballade émouvante s'inscrit dans la même veine que Green, Green Grass of Home, oscillant entre des paroles douces et mélancoliques et des crescendos d'angoisse extrêmes, et surpassant sans le moindre doute son tube numéro un de l'année précédente en termes de performance vocale ».
La chanson sort en single sous le label Decca (F 12639) le 21 juillet 1967, avec pour face B Things I Wanna Do. Elle atteint la 2e place du UK Singles Chart au Royaume-Uni et la 1re place du Adult Contemporary Chart aux États-Unis, ne culminant toutefois qu'en 49e position du Billboard Hot 100 américain.  
Dans la foulée du succès de Love Me Tonight de Tom Jones, I'll Never Fall In Love Again est réédité aux États-Unis en 1969 et se hisse cette fois à la 6e place du Billboard Hot 100 et à la 1re place du Adult Contemporary Chart.

## Autres reprises
Une adaptation française de la chanson, intitulée Plus jamais, est enregistrée en 1968 par la chanteuse belge Liliane Saint-Pierre. Cette version atteint la 44e place du classement Ultratop en Belgique. 
En 2019, le fils de Lonnie Donegan, Peter Donegan, se présente aux auditions de The Voice UK et fait se retourner Tom Jones, qui officie comme juré dans l'émission. Découvrant l'identité du candidat, le chanteur gallois improvise alors un duo de la chanson avec Peter.